# Wały (województwo dolnośląskie)
Wały (niem. Reichwald, Reichwalde) – wieś w Polsce położona w województwie dolnośląskim, w powiecie wołowskim, w gminie Brzeg Dolny na prawym brzegu Odry w odległości 29 km na północny zachód od Wrocławia.

## Podział administracyjny
Do 1954 część gromady Kręsko.
W latach 1975–1998 miejscowość należała administracyjnie do województwa wrocławskiego.

## Historia
Wały, do roku 1945 używano nazwy niemieckiej: Reichwald, do roku 1999 Wały Śląskie. Dawna wieś ulicówka, dziś posiada wyraźne osiedla oddalone od centralnej historycznej zabudowy. Położona w dolinie rzeki Odry, nad jej rozlewiskiem utworzonym sztucznie przez zaporę w 1958 roku. Wieś leży 3,5 km na wschód od Brzegu Dolnego, na wysokości 109–120 m n.p.m. Po raz pierwszy wzmiankowana 7 kwietnia 1301 jako własność Henryka III głogowskiego pod nazwą Rychinwald, a w roku 1328 jako osada Reichwald należąca do Poppo von Haugwitza, późniejszego właściciela Brzegu Dolnego. W roku 1353 zindeksowano we wsi młyn oraz przynależne 4 łany ziemi (1 łan – wynosił od 17 do 24 hektarów). W 1530 roku zapisano przynależność wsi do rodziny Falkenhainów, z których inicjatywy wybudowano kościół. Przeszedł on liczne modernizacje, jednak w połowie lat 50. XX wieku zniszczono go ze względu na zły stan techniczny. W XVIII wieku wieś Reichwald zmieniła właściciela – został nim Hans Ernst von Niebelschutz. W wyniku pierwszej części wojen śląskich w latach 1740–1742 wieś Wały wraz ze Śląskiem została przyłączona do państwa pruskiego. W 1840 roku powstała cegielnia prosperująca przez ponad 100 lat. W wyniku powodzi, w latach 1903-1910 nastąpiła zmiana w zabudowie mieszkalnej. W 1931 roku został zamknięty kościół, a przylegający do niego cmentarz funkcjonował aż do lat 40. XX wieku. Po zakończeniu II wojny światowej na Ziemie Odzyskane przyjeżdżała ludność z różnych terenów, najwięcej jednak ze wschodu z Łukowca (Wiszniewskiego i Żurowskiego) koło Stanisławowa. Do Wałów pierwszy transport przybył 19 listopada 1945, kolejne dwa transporty mieszkańców pół roku później. W latach 1959–1968 działała czteroklasowa szkoła podstawowa.
Wykopaliska archeologiczne prowadzone w roku 1953 ukazały: czółno dębowe, fragmenty wiosła i łódź – pochodzące z czasów Henryka IV Probusa (1260-1290). Inne odkrycia pokazały jedno z prehistorycznych narzędzi – wiórek krzemienny datowany na epokę mezolityczną czyli 8000-4200 p.n.e. Z epoki neolitu (4200-1700 p.n.e.) wykopano ułamek młota kamiennego. Z epoki brązu pozostały dwa cmentarzyska (na północ i północny wschód od wsi) oraz pozostałości osady z 1700-650 p.n.e.
W okresie przedwojennym wioska bardzo bogata. Znajdowała się tu szkoła, masarnia, dwie piekarnie, młyn, przystań dla statków, cegielnia, kościół z cmentarzem, browar (od roku 1830), oficyna dworska, prom osobowy i dwa zajazdy dla przejezdnych gości. Z map publikowanych w 1893 roku wynika, że przez wioskę biegła główna droga w kierunku Wrocław. W okresie międzywojennym droga na prom (obok kaplicy św. Stanisława) i droga do wsi była brukowana, obecnie droga na prom nie istnieje. Kaplica św. Stanisława wzniesiona została pod koniec lat 50. XX wieku. Ważnym zabytkiem jest gród. Grodzisko to jest typu stożkowego. Nasyp wznosi się 3,2 m nad poziom fosy. Średnica nasypu to 30 m, majdanu 20 m. Na środku majdanu nasyp wysokości 1 m i średnicy 7,5 m. Fosa szerokości od 7 m do 20 m.

## Demografia
Wieś była zamieszkiwana przez niżej podaną liczbę mieszkańców
- 1787 r. – 140
- 1845 r. – 248
- 1885 r. – 198
- 1905 r. – 235
- 1925 r. – 201 (136 ewangelików, 65 katolików)
- 1933 r. – 251
- 1939 r. – 297[9]
- 2009 r. - 250
- 2011 r. - 293[1]

## Obecnie

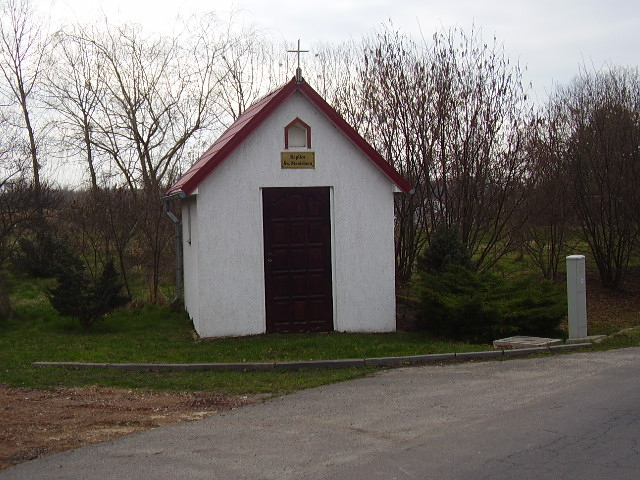
Kaplica św. Stanisława – Wały

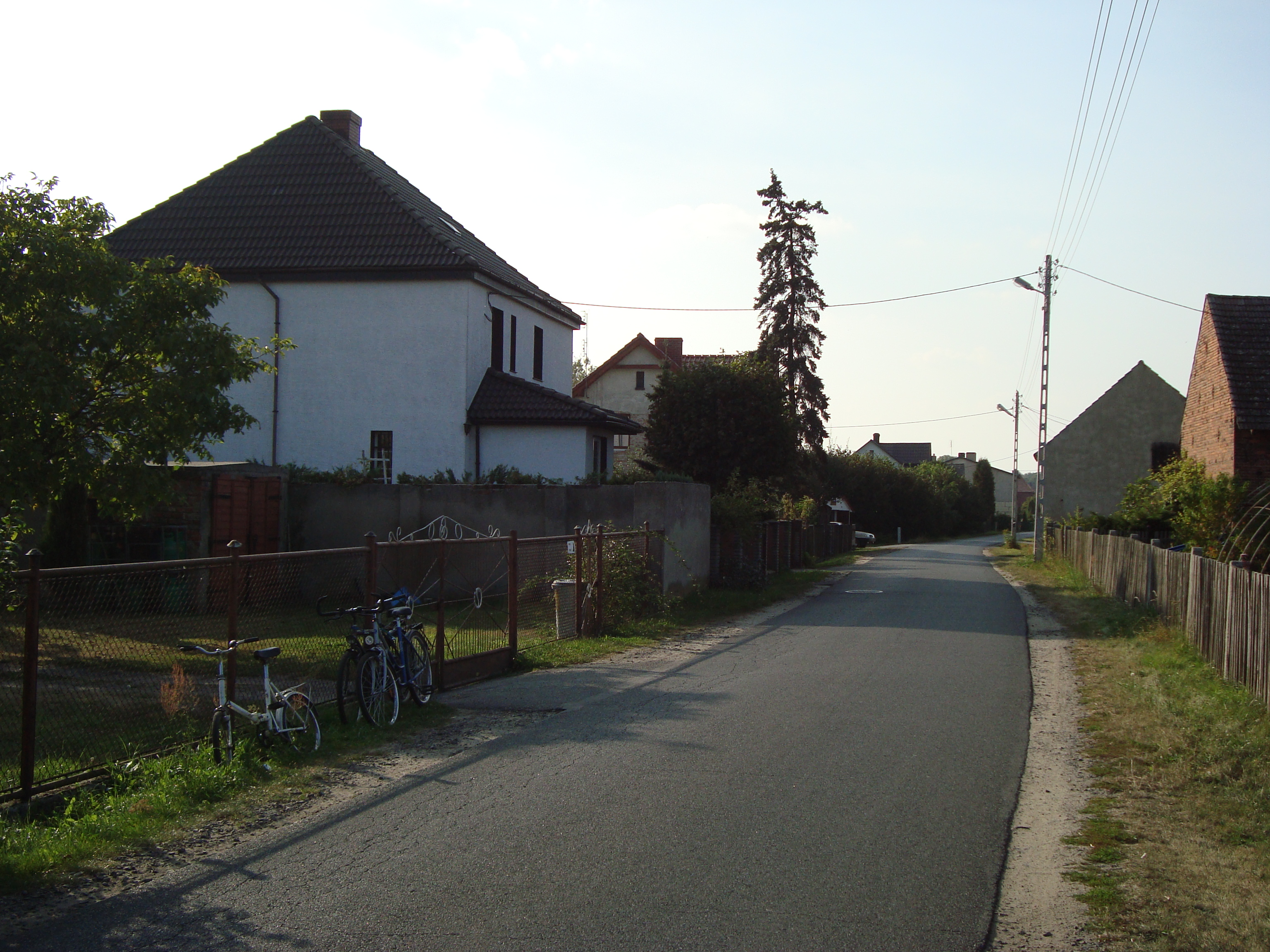
Wały – fragment zabudowań wsi

Obecnie wieś jest głównym ośrodkiem letniej turystyki oraz wypoczynku gminy Brzeg Dolny. We wsi znajduje się klub żeglarski Energetyk, wraz z przynależnymi domkami campingowymi – stanowiące główną bazę noclegową wsi. Ponadto mieści się tu czynna od wiosny do jesieni agroturystyka U Witków. Otwarte i strzeżone kąpielisko jest w stanie pomieścić do 3 tys. plażowiczów. Przy terenie kąpieliska znajdują się dwie restauracje (Róża Wiatrów i Laguna). Na terenie sołectwa mieszczą się 2 stawy wędkarskie pod zarządem PZW. W centralnej części wsi jest sklep ogólnospożywczy oraz świetlica wiejska.
Do zakładów usługowo-handlowych działających na terenie sołectwa należą: zakład blacharsko-lakierniczy, szwalnia, hurtownia motoryzacyjna, Elektrownia Wodna wraz z jazami i śluzą. Spiętrzenie rzeki Odry na odcinku Wrocław-Wały zmieniło bieg nurtu rzecznego tworząc naturalne wyspy z nanosu rzecznego. Na jednej z nich, znajdującej się na wysokości wsi Wały, zalęgło się liczne ptactwo wodne, tworząc naturalny rezerwat przyrody. Wieś Wały liczy blisko 70 posesji (numerów) i jest w ciągłej rozbudowie.

## Kąpielisko

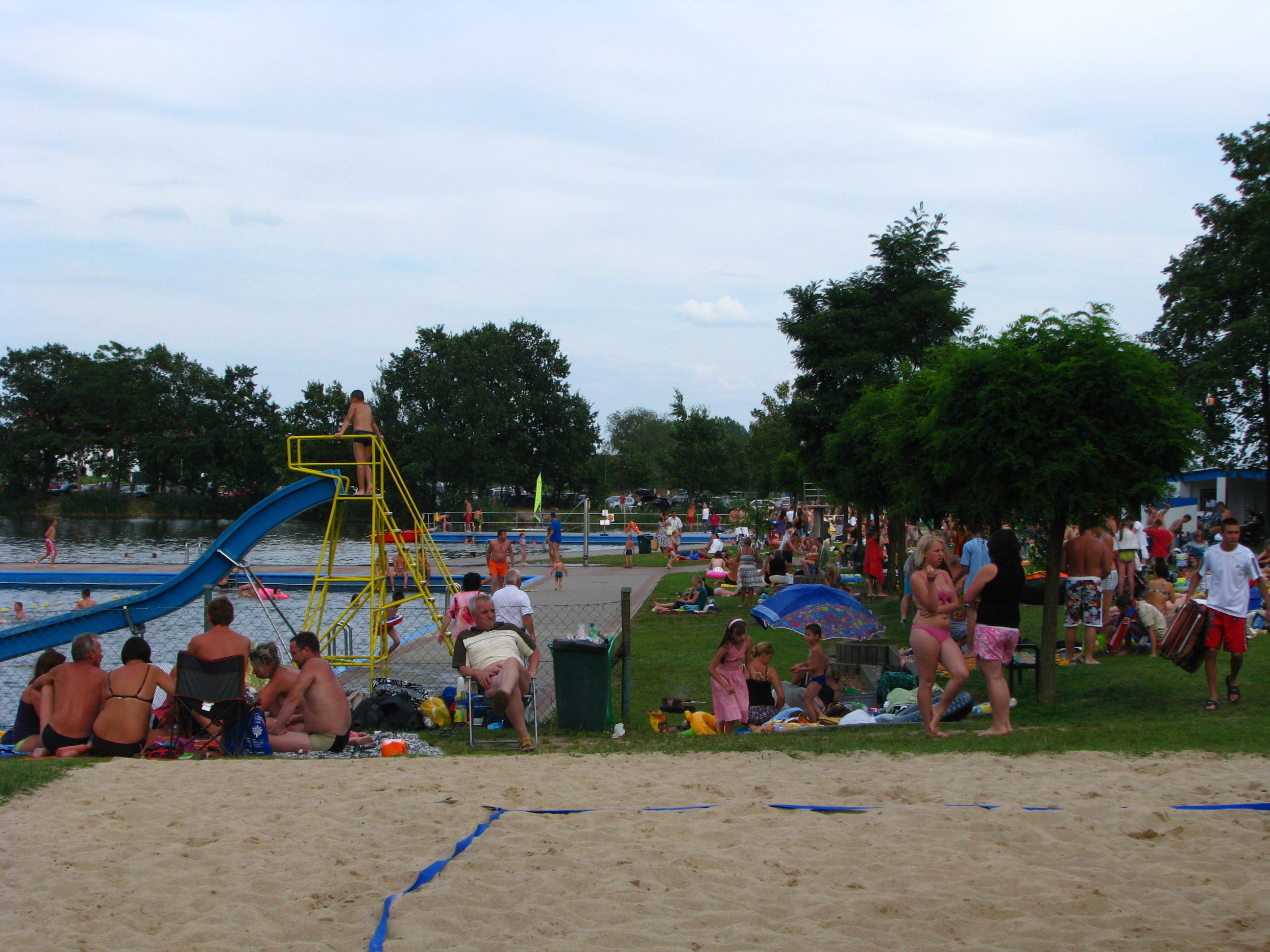
Kąpielisko Wały

We wsi znajduje się rekreacyjne kąpielisko o wymiarach około 250 x 300 m zasilane wodami gruntowymi. Powstało dzięki wykorzystaniu infrastruktury po nieczynnej poniemieckiej cegielni wraz z wyrobiskiem gliny. Opierając się na podaniach książkowych i mapach w 1840 roku rozpoczęto wydobywać glinę jako fabrykant do cegły. Ze względu na wysoką jakość surowca cegła z Wałów była spławiana Odrą nawet do Berlina. Zapiski z czasów wiosny ludów mówią nieudanym zrywie buntowniczym robotników kopalni i marszu w kierunku Brzegu Dolnego. Cegielnia zaprzestała wydobycia surowca w połowie II wojny światowej, lecz pozostały duże ilości zmagazynowanych fabrykantów, które niemal w całości zostały wywiezione drogą kolejową do odbudowywanej powojennej Warszawy. Do dziś zachowało się kilka sztuk cegieł, które mają wypaloną cechę Reichwald. Glina z cegielni w Wałach była transportowana kolejką wąskotorową m.in. do cegielni w Kreńsku. Tory kolejki posłużyły przy budowie elektrowni w latach 1951-1958. Pozostała infrastruktura została w akcie wandalizmu wrzucona do stawu po wyrobisku. Jego głębokość nie przekracza 12 m. W latach 60. XX wieku rozpoczęto wykorzystanie terenu po cegielni. Właścicielem stały się Zakłady Chemiczne Rokita, które staw wykorzystały jako zbiornik retencyjny wody do produkcji. Wydrenowano pobliskie ziemie oraz doprowadzono wodę gruntową z pobliskich pól. Nabrzeże plaży wybetonowano na odcinku blisko 200 m budując trampoliny, zjeżdżalnię oraz dom opiekuna obiektu i ratowniczówkę. Dziś właścicielem terenu jest gmina Brzeg Dolny, która zmodernizowała teren do unijnych standardów tworząc obiekt wyjątkowym na skalę kraju. Na terenie kąpieliska znajduje się plac zabaw dla dzieci, boisko do gry w piłkę plażową, boisko do gry w piłkę koszykową. Istnieje możliwość adaptacji boisk do gry w piłkę siatkową. W miesiącach letnich otwarte są tu dwa bary, wypożyczalnia łodzi i kajaków. Cały obiekt jest pilnie strzeżony przez ratowników, zaś areał jest utrzymywany w ciągłej czystości. Kilka razy w roku woda badana jest pod względem epidemiologicznym przez Państwową Inspekcję Sanitarną. Przy kąpielisku znajduje się teren sołectwa, na którym istnieje możliwość rozbicia kilku namiotów.

## Klub żeglarskiZKŻ Energetyk

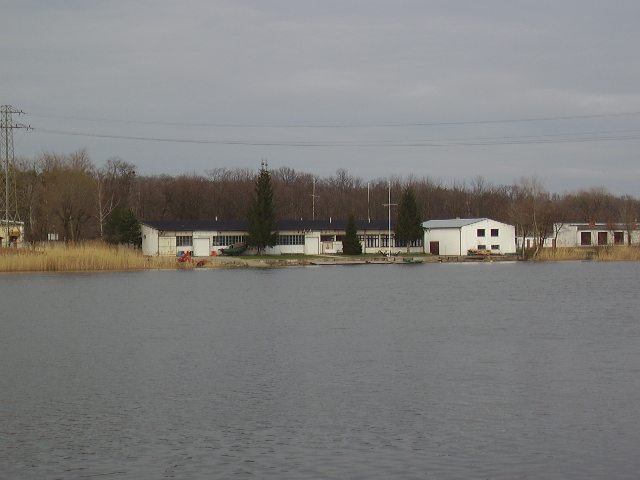
Przystań klubu żeglarskiego ZKŻ

Związkowy Klub Żeglarski "Energetyk" został oficjalnie zarejestrowany w 1966 roku. Początki żeglarstwa w Wałach związane są z powstaniem Elektrowni Wodnej. Rozlewisko przed zaporą dawało wystarczającą ilość miejsca do uprawiania żeglarstwa. Pierwszą ideą stworzenia bazy żeglarskiej miała na celu pływanie tylko turystyczne, lecz bardzo szybko wykształcili się zawodnicy, którzy poświęcili się dla wyników nawet na skalę europejską. Najbardziej obfite w medale były lata 70. i 80., w których zdobyto kilkanaście tytułów mistrza i wicemistrza Polski (np. w klasie Ok., Cadet) oraz wicemistrzostwo Europy. Dzięki wynikom zawodników rozbudowano klub o kolejny hangar, oraz duży pawilon wraz z salą gimnastyczną. Dziś sekcja żeglarska liczy sobie kilkanaście osób - głównie dzieci pływające na klasach typu Optymist.

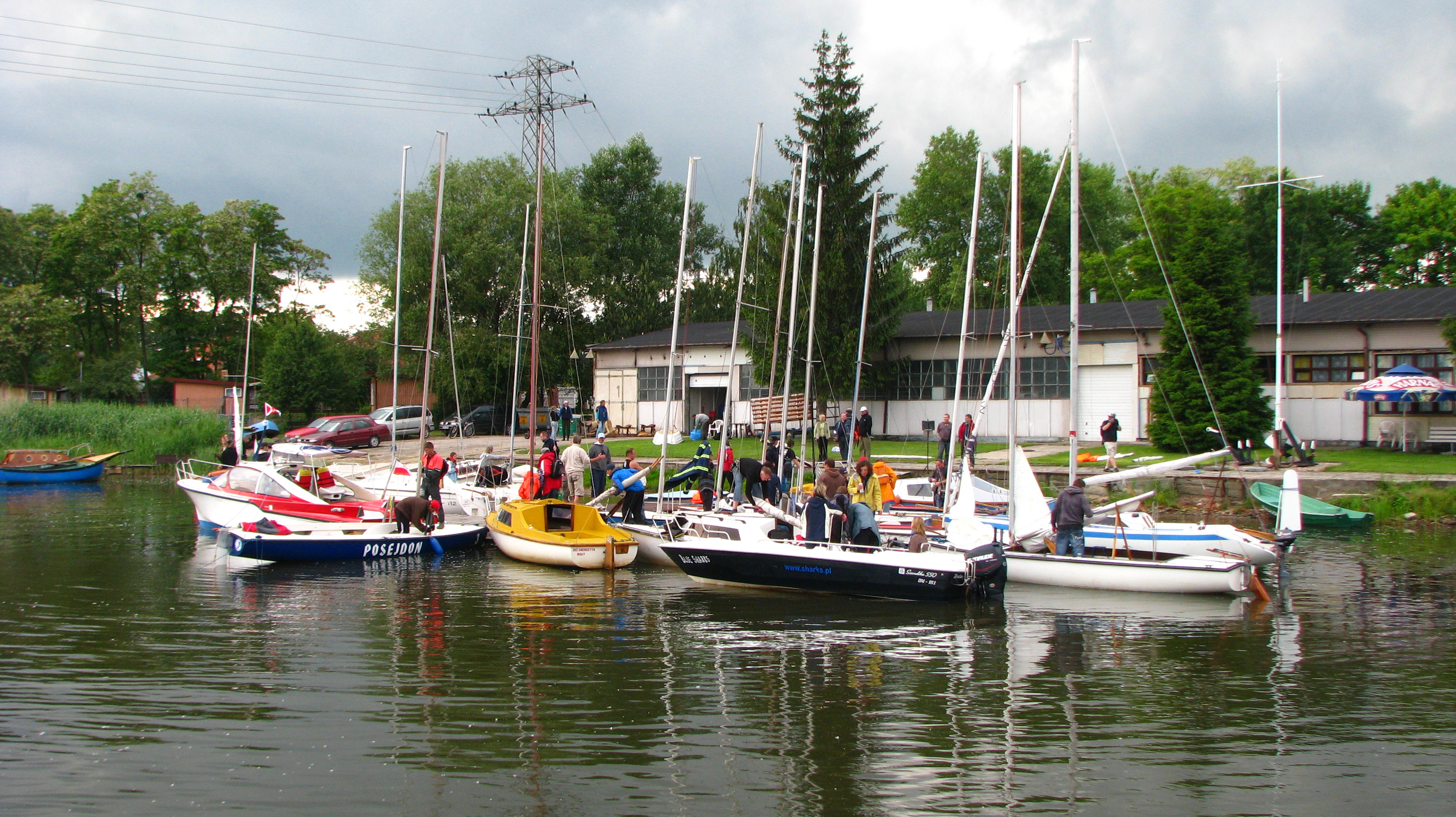
Związkowy Klub Żeglarski Energetyk

Przystań posiada drewniano-stalowy pomost, niewielki slip, wyciągarkę elektryczną do wodowania łodzi, mały warsztat szkutniczy, hangar i restaurację. Obecna flota żeglarska Energetyka to 10 łodzi klasy Optymist – klasa przeznaczona dla dzieci. Dwie Omegi i 1 Orion (łódź kabinowa). Klub dysponuje jachtami, na których można spędzić kilka dni: Tango, Nesz, Konrad 600, Sportina, Sasanka, z możliwością ich najmu. Łodzie regatowe: trzy łodzie klasy 470, dwie 420, cztery Okey'e, dwa Cadety i niezwykle wymagające FD, a także 5 kajaków oraz trzy łodzie motorowe. Klub prowadzi bazę noclegową w postaci 11 bogato wyposażonych domków letniskowych. W klubie można również przezimować prywatny jacht. Corocznie organizowane są kursy na patent żeglarza jachtowego jak również od kilkudziesięciu lat słynne regaty długodystansowe z Wrocławia do Wałów. Niezmiennie od początku istnienia klubu żeglarskiego organizowane są regaty O Puchar Energetyka.

## Elektrownia Wodna Wały

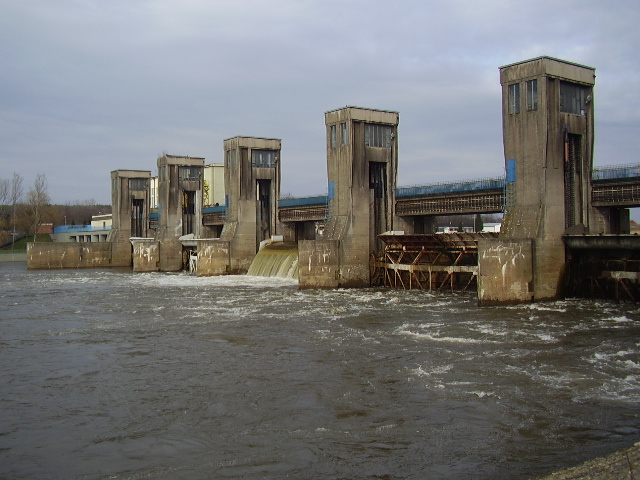
Jaz zapory na Wałach

Elektrownia wodna Wały położona jest w odległości 30 km od Wrocławia w kierunku północno-zachodni w okolicach Brzegu Dolnego. Jest ona jedną z największych i najnowocześniejszych elektrowni wodnych zbudowanych na Dolnym Śląsku po wojnie. W skali kraju zajmuje 13. miejsce pod względem produkcji prądu wśród elektrowni wodnych. Elektrownia została zbudowana w latach 1954-1958 przez grupę specjalistów z Polski i Czechosłowacji. Usytuowana jest na rzece Odrze w pobliżu jej 281,5 km. O wyborze miejsca budowy elektrowni zadecydowało zlokalizowanie w tym miejscu stopnia wodnego dla potrzeb żeglugi, którego spiętrzenie wykorzystano do produkcji energii elektrycznej. Stopień piętrzący składa się z jazu ruchomego wyposażonego w 5 stalowych zasuw, o rozpiętości 23 m każda, śluzy komorowej i zbiornika wyrównawczego 5 mln m³. Obszar zlewni rzeki w profilu spiętrzenia to 26 460 km². Normalny poziom spiętrzenia to 108 m n.p.m. Dzięki zastosowaniu spiętrzenia w tym rejonie poziom wody wzrósł średnio o 5 m. 

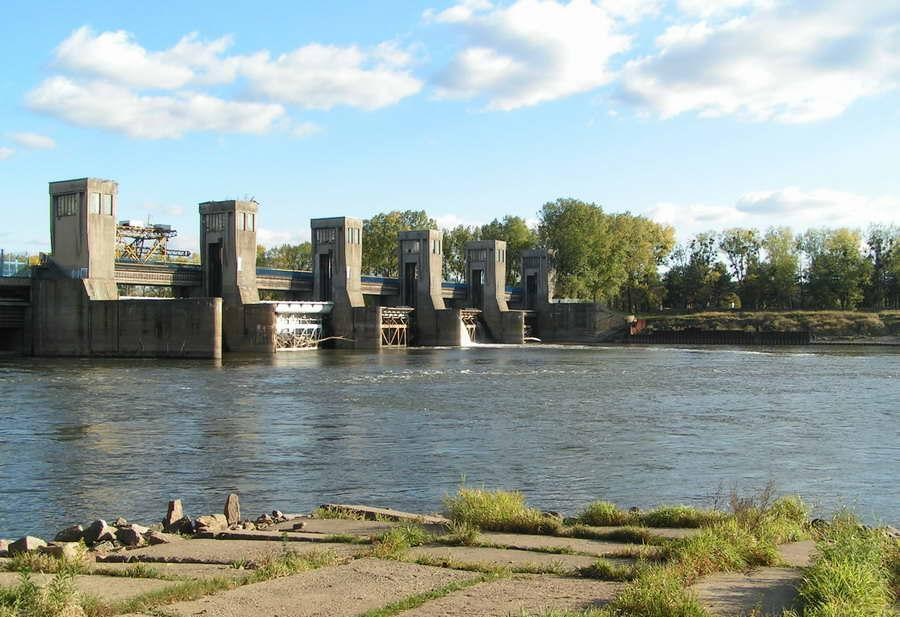
Jazy zapory wodnej na Wałach

 W wyniku działania erozji wody po stronie dolnej szacuje się przyrost spadu o 1,5 m na 30 lat. Elektrownia wodna Wały jest elektrownią niskospadową. Na hali maszyn zainstalowano cztery hydrozespoły produkcji Czechosłowackiej. Turbiny typu Kaplana produkcji ČSR-Blansko o przełyku 60m³/s sprzęgnięte są z czterema generatorami energii elektrycznej produkcji ČDK Stalingrad o mocy 2,7 MVA każdy i napięciu 6,3 kV. Moc zainstalowana w elektrowni wynosi 10,8 MVA. Roczna produkcja energii wynosi średnio 45 000 MWh.

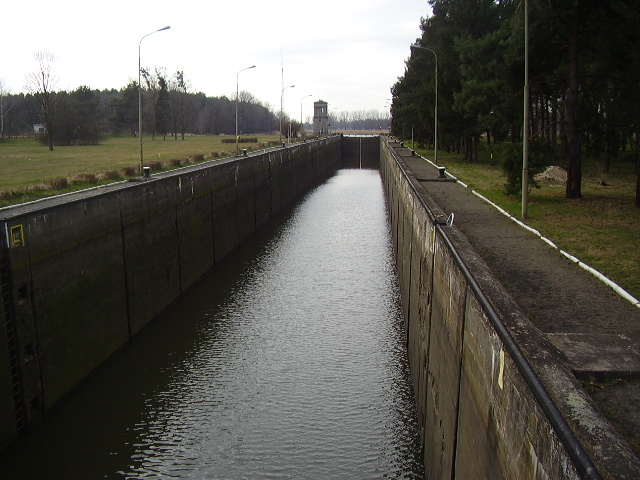
Zapora wodna Wały – śluza